# Neuhäusl (Prackenbach)
Neuhäusl ist ein Gemeindeteil von Prackenbach im niederbayerischen Landkreis Regen.

## Geografie
Der Ort Neuhäusl hat derzeit (2025) drei Wohngebäude, das entspricht einem Weiler, wird in Bavarikon aber als Einöde geführt. Er liegt auf der Gemarkung Moosbach im Quellgebiet eines linken Zuflusses des Prackenbachs.

## Geschichte
Das bayerische Urkataster zeigt die Einöde Neuhäusl in der Zeit zwischen 1808 und 1864 an der Stelle der heutigen Hausnummer 1.
Durch die Eingemeindung von Moosbach kam Neuhäusl am  1. Mai 1978 zur Gemeinde Prackenbach. Die frühere amtliche Schreibweise Neuhäusel wurde mit Bescheid des Landratsamts vom 25. Januar 2019 in Neuhäusl geändert.